# Homo homini lupus
Homo homini lupus је латинска фраза која значи човек је човеку вук. Израз је први користио Плаут (Asinaria, 475), а касније га преузима Томас Хобс (De cive, c. 1) да њиме изрази човеково стање у којем владају егоистички инстинкти, који га стављају у борбу с другим људима односно у рат свију против свих (лат: bellum omnium contra omnes). Једини спас из таквог стања представља апсолутна држава (Leviatan), на коју појединци преносе своја права и моћ у замену за социјални мир.